# Petrus Mamoris
Petrus Mamoris was een Franse theoloog uit de 15de eeuw. Hij was regent van de Universiteit van Poitiers en schreef rond 1460 op verzoek van de bisschop van Saintes het werk Flagellum Maleficorum (De gesel der heksen), waarin hij allerlei vormen van hekserij beschreef. Dit boek wordt beschouwd als een voorloper van de bekendere Malleus Maleficarum (Heksenhamer) van Heinrich Kramer. Mamoris gebruikt in onderscheid van Kramer voor heks nog de mannelijke vorm (maleficus) in plaats van de vrouwelijke variant (malefica).